# 雷斯山
70°11′S 64°43′E / 70.183°S 64.717°E
雷斯山（英語：Mount Lacey）是南極洲的山峰，位於麥克羅伯特森地，屬於查爾斯王子山脈中阿索斯山脈的一部分，處於貝舍韋斯山以西2公里，以莫森站的勘測員命名，澳大利亞探險隊在1955年11月首次踏足該山峰。